# El juego de té Arlequín y otras historias
El juego de té Arlequín y otras historias es un libro recopilatorio de cuentos escritos por Agatha Christie y publicado por primera vez en Estados Unidos por G.P. Putnam’s Sons, el 14 de abril de 1997. Nunca se publicó en España, aunque todos los cuentos que lo contienen se encuentran en el libro de 1997 Un dios solitario y otros relatos, a excepción de El juego de té Arlequín, que es un relato inédito en español.
Contiene nueve historias:
- El acantilado (The Edge)
- La actriz (The Actress)
- Mientras haya luz (While the Light Lasts)
- La casa de sus sueños (The House of Dreams)
- Un dios solitario (The Lonely God)
- El oro de Man (Manx Gold)
- Entre paredes blancas (Within a Wall)
- El misterio del cofre español (The Mystery of the Spanish Chest)
- El juego de té Arlequín (The Harlequin Tea Set) (inédito en español)